# Суяргулов, Мулиян Зияиитдинович
Суяргулов Мулиян Зияиитдинович (род. 21 ноября 1934 года) — артист Башкирского государственного академического театра драмы им. М. Гафури. Народный артист Башкирской АССР (1986). Член Союза театральных деятелей (1984).

## Биография
Муллаян (Мулиян) Зияиитдинович родился 21 ноября 1934 года в д. Байназарово Бурзянского района Башкирской АССР.
Окончил в 1959 году ГИТИС (педагоги Б. В. Бибиков, О. И. Пыжова).
По окончании института с 17 сентября 1959 года служит в Башкирском государственном академическом театре драмы имени М. Гафури. Амплуа — комедийный герой.

## Роли в спектаклях
Дебютировал в роли Проня («Ильич ғүмере» — «Жизнь Ильича» по пьесе «Третья патетическая» Н. Ф. Погодина; 1959). Роли Мукай («Еҙнәкәй» — «Зятёк» Х. К. Ибрагимова), Салим («Башмагым»), Шарифьян («Тиле йәшлек» — «Озорная молодость» И. А. Абдуллина, Ябагаев («Айгуль иле»), Хуснулла («Аҫылйәр» — «Возлюбленная» М. Файзи), Бадретдин («Көнләш, Америка, көнләш!» — «Завидуй, Америка, завидуй!» С. Я. Латыпова и Х. Г. Фатиховой), Терешко («Трибунал» А. Е. Макаёнка).

## Роли в кино
Мамед в фильме «Жажда» (1960, Одесская киностудия)

## Награды и звания
- Народный артист Башкирской АССР (1986)
- Заслуженный артист Башкирской АССР (1972)
- Дипломант Всероссийского Фестиваля драматургии театрального искусства народов СССР (Москва, 1972)